# المديرية العامة للطيران المدني (إندونيسيا)
المديرية العامة للطيران المدني (بالإندونيسية: Direktorat Jenderal Perhubungan Udara) هي مديرية عامة تختص بالطيران المدني وتقع تحت إدارة وزارة النقل في جمهورية إندونيسيا، والتي تشرف على إدارة الطيران المدني في جميع أنحاء البلاد. يشرف مكتب المديرية العامة للطيران المدني على جميع اللوائح الحكومية المتعلقة بالطيران المدني وقانون الطيران. يقع مقرها في جاكرتا.

## الهيكلة
وزارة المواصلات
- المديرية العامة للطيران المدني:
  - الأمانة العامة للمديرية العامة للطيران المدني.
  - مديرية النقل الجوي.
  - مديرية المطارات.
  - مديرية أمن الطيران.
  - مديرية الملاحة الجوية.
  - مديرية صلاحية الطائرات وتشغيلها.

## المهام
- الوفاء بمعايير السلامة والأمن والخدمة لصناعة الطيران.
- توفير بنية تحتية وشبكة نقل جوي موثوقة ومثالية.
- تسهيل أعمال خدمة طيران تنافسية ومستدامة.
- توفير دعم تنظيمي فعال وكفء وإدارة الموارد المتاحة للوكالة وتنفيذ لوائح شاملة.

### المهام
تختص المديرية العامة للطيران المدني بما يلي:
- إعداد صياغة سياسات وزارة النقل في مجال النقل الجوي والمطارات وأمن الطيران والملاحة الجوية وجدارة الطائرات وتشغيلها.
- تنفيذ سياسات النقل الجوي والمطارات وأمن الطيران والملاحة الجوية وجدارة الطائرات وتشغيلها.
- إعداد المواصفات والقواعد والتوجيهات والمعايير والنظام والإجراءات الخاصة بالنقل الجوي والمطارات وأمن الطيران والملاحة الجوية وجدارة الطائرات وتشغيلها.
- أداء الشهادات أو الترخيص في النقل الجوي والمطارات وأمن الطيران والملاحة الجوية وجدارة الطائرات وتشغيلها.
- الإشراف بمعنى المراقبة والتقييم على تنفيذ السياسات الخاصة بالنقل الجوي والمطارات وأمن الطيران والملاحة الجوية وجدارة الطائرات وتشغيلها.
- المراقبة بمعنى توفير التوجيهات والتوجيه والإرشاد الفني بشأن تنفيذ السياسات في النقل الجوي والمطارات وأمن الطيران والملاحة الجوية وجدارة الطائرات وتشغيلها.
- إجراءات إنفاذ القانون والإجراءات التصحيحية فيما يتعلق بتنفيذ السياسات في مجال النقل الجوي والمطارات وأمن الطيران والملاحة الجوية وجدارة الطائرات وتشغيلها.
- تقييم والإبلاغ عن تنفيذ السياسات في النقل الجوي والمطارات وأمن الطيران والملاحة الجوية وجدارة الطائرات وتشغيلها.
- القيام بالشؤون الإدارية في المديرية العامة للطيران المدني.